# Herpsilochmus stictocephalus
Herpsilochmus stictocephalus là một loài chim trong họ Thamnophilidae.